# Superfuzz Bigmuff
Superfuzz Bigmuff è il primo EP dei Mudhoney, anche se è più corretto considerarlo un mini LP. È stato originariamente pubblicato su 12" nel 1988.
Il titolo dell'EP fa riferimento a due popolari effetti per chitarra e basso elettrici, il distorsore "big muff"'e il fuzz "superfuzz".

## Il disco
Assieme al singolo Touch Me I'm Sick, è il disco che incarna la versione originale e più pura del genere "grunge". Stampato in Germania ed in Europa dalla Glitterhouse ed in Australia dalla Au-Go-Go. In seguito ristampato su CD con alcune bonus tracks con il titolo Superfuzz Bigmuff Plus Early Singles.

## Tracce

### Versione Americana
1. Need
2. Chain That Door
3. Mudride
4. No One Has
5. If I Think
6. In'n'Out Of Grace

### Versione Tedesca
1. Touch Me I'm Sick
2. Chain That Door
3. Mudride
4. No One Has
5. If I Think
6. In'n'Out Of Grace

### Versione Australiana
1. Sweet Young Thing Ain't Sweet No More
2. Chain That Door
3. Mudride
4. No One Has
5. If I Think
6. In'n'Out Of Grace

## Formazione
- Mark Arm - voce, chitarra
- Matt Lukin - basso
- Dan Peters - batteria
- Steve Turner - chitarra